# Pulau Hantu
Pulau Hantu est une île située au sud de l'île principale qu'est Singapour. A marée basse, une seule île est visible cependant la marée haute submerge la partie de l'île les reliant de ce fait elle porte deux noms : Pulau Hantu Besar (La grande île fantôme) et Pulau Hantu Kechil (La petite île fantôme). Sa superficie totale est de 12.6 hectares. 

## Légende
Une légende malaise raconte que deux guerriers s'affrontaient sur l'île. Leur combat causa la mort de plusieurs personnes, ce qui lentement empoisonna la mer avec le sang des victimes. Les djinns vivant dans les profondeurs s'irritèrent, c'est pourquoi l'un d'eux aspira les deux guerriers au fond de l'océan. Sans même s'en étonner, ils continuèrent de se battre. Le djinn intervint en projetant de l'eau sur l'un d'eux, l'aveuglant. Son adversaire en profita pour le transpercer de son épée au moment où le guerrier aveuglé agit de la même façon. Ils moururent simultanément et depuis leurs fantômes hantent l'île. 

## Situation actuelle
Pulau Hantu est un endroit très apprécié pour la pêche, la plongée sous-marine, l'apnée et le camping. Bien que située près de la raffineries de Pulau Bukom, Pulau Hantu bénéficie d'une grande biodiversité de par ses récifs riches en coraux. Y vivent entre autres des poissons clowns, des poissons-anémones, des poissons-napoléons, des hippocampes. Les terres submergées par la marée haute sont partiellement couvertes de mangroves.  L'édition du 3 juin 2006 du The Straits Times a déclaré l'abandon du projet visant à créer un sanctuaire marin à la suite de la protestation des défenseurs de l'environnement.  